# Campeonato de España Femenino 1973-74
El Campeonato de España Femenino 1973-74 corresponde a la 14.ª edición de dicho torneo. Se celebró entre el 4 y el 7 de mayo de 1974 en Ávila. 
Para esta temporada, el Campeonato se disputa una vez terminada la liga entre los 5 primeros clasificados y el campeón de Canarias. Los equipos se dividen en dos grupos de 3, donde juegan todos contra todos a una vuelta en campo neutral. Los dos primeros de cada grupos juegan por el título disputando semifinales y final, mientras que los clasificados en último lugar de cada grupo juegan un partido por el 5º puesto. El campeón se clasifica para la Recopa 1974-75.

## Fase de grupos

### Grupo A
| Pos. | Equipo             | PJ | G | P | PF | PC | DP | Pts | Clasificación o descenso            |
| ---- | ------------------ | -- | - | - | -- | -- | -- | --- | ----------------------------------- |
| 1    | C. E. Ignis-Mataró | 2  | 2 | 0 | 0  | 0  | 0  | 4   | Clasifican a la Final Final         |
| 2    | Tabacalera Coruña  | 2  | 1 | 1 | 0  | 0  | 0  | 3   | Clasifican a la Final Final         |
| 3    | Fanta Asunción     | 2  | 0 | 2 | 0  | 0  | 0  | 2   | Disputan el Partido por el 5º lugar |

 Fuente: Banco de Resultados
Notas:
1. 1 2 3  Se desconocen los resultados de los partidos, por lo que los puntos no aparecen.

### Grupo B
| Pos. | Equipo         | PJ | G | P | PF | PC | DP | Pts | Clasificación o descenso            |
| ---- | -------------- | -- | - | - | -- | -- | -- | --- | ----------------------------------- |
| 1    | CREFF Madrid   | 2  | 2 | 0 | 0  | 0  | 0  | 4   | Clasifican a la Final Final         |
| 2    | Celta de Vigo  | 2  | 1 | 1 | 0  | 0  | 0  | 3   | Clasifican a la Final Final         |
| 3    | Picadero J. C. | 2  | 0 | 2 | 0  | 0  | 0  | 2   | Disputan el Partido por el 5º lugar |

 Fuente: Banco de Resultados
Notas:
1. 1 2 3  Se desconocen los resultados de los partidos, por lo que los puntos no aparecen.

## Fase Final

### Partido por el 5º lugar
| Local          | Resultado | Visitante      |
| -------------- | --------- | -------------- |
| Fanta Asunción | 27–52     | Picadero J. C. |

### Cuadro final
|  | Semifinales        | Semifinales        | Semifinales  |              |                    | Final              | Final            | Final        |  |
|  | 6 de mayo          | 6 de mayo          | 6 de mayo    |              |                    | 7 de mayo          | 7 de mayo        | 7 de mayo    |  |
|  |                    |                    |              |              |                    |                    |                  |              |  |
|  |                    |                    |              |              |                    |                    |                  |              |  |
|  | C. E. Ignis-Mataró | C. E. Ignis-Mataró | 66           |              |                    |                    |                  |              |  |
|  | C. E. Ignis-Mataró | C. E. Ignis-Mataró | 66           |              |                    |                    |                  |              |  |
|  | Celta de Vigo      | Celta de Vigo      | 58           |              |                    |                    |                  |              |  |
|  | Celta de Vigo      | Celta de Vigo      | 58           |              | C. E. Ignis-Mataró | C. E. Ignis-Mataró | 48               |              |  |
|  |                    |                    |              |              | C. E. Ignis-Mataró | C. E. Ignis-Mataró | 48               |              |  |
|  |                    |                    | CREFF Madrid | CREFF Madrid | 64                 |                    |                  |              |  |
|  | CREFF Madrid       | CREFF Madrid       | CREFF Madrid | CREFF Madrid | 64                 | 44                 |                  |              |  |
|  | CREFF Madrid       | CREFF Madrid       |              |              |                    | 44                 |                  |              |  |
|  | Tabacalera Coruña  | Tabacalera Coruña  | 41           |              |                    | Tercer lugar       | Tercer lugar     | Tercer lugar |  |
|  | Tabacalera Coruña  | Tabacalera Coruña  | 41           |              |                    | Tercer lugar       | Tercer lugar     | Tercer lugar |  |
|  |                    |                    |              |              |                    |                    |                  |              |  |
|  |                    |                    |              |              |                    | Celta de Vigo      | Celta de Vigo    | 75           |  |
|  |                    |                    |              |              |                    | Celta de Vigo      | Celta de Vigo    | 75           |  |
|  |                    |                    |              |              |                    | Tabaquero Coruña   | Tabaquero Coruña | 48           |  |
|  |                    |                    |              |              |                    | Tabaquero Coruña   | Tabaquero Coruña | 48           |  |
|  |                    |                    |              |              |                    |                    |                  |              |  |

| Ganadoras del Campeonato de España Femenino 1973-74 |
| --------------------------------------------------- |
| CREFF Madrid 4º título                              |